# Sielsowiet Chocisław
Sielsowiet Chocisław (biał. Хаціслаўскі сельсавет, ros. Хотиславский сельсовет) – sielsowiet na Białorusi, w obwodzie brzeskim, w rejonie małoryckim, z siedzibą w Chocisławiu.

## Demografia
Według spisu z 2009 sielsowiet Chocisław zamieszkiwało 2196 osób, w tym 1773 Białorusinów (80,74%), 374 Ukraińców (17,03%), 41 Rosjan (1,87%), 5 Mołdawian (0,23%), 2 osoby innych narodowości i 1 osoba, która nie podała żadnej narodowości.

## Geografia i transport
Sielsowiet położony jest na Polesiu Brzeskim, w południowej części rejonu małoryckiego. Od południa graniczy z Ukrainą. Enklawą sielsowietu jest miasto Małoryta.
Przez sielsowiet przebiega droga republikańska R17 oraz linia kolejowa Chocisław – Brześć, w ciągu której na terytorium sielsowietu położone jest kolejowe przejście graniczne Chocisław-Zabłocie.

## Historia
17 września 2013 do sielsowietu Chocisław przyłączono dwie wsie (Tołoczno i Zamszany) z likwidowanego tego dnia sielsowietu Małoryta.

## Miejscowości
- agromiasteczko:
  - Chocisław
- wsie:
  - Mielniki
  - Otczyn
  - Suszytnica
  - Tołoczno
  - Zamszany